# IC 2028
IC 2028 је спирална галаксија у сазвјежђу Златна риба која се налази на листи објеката дубоког неба у Индекс каталогу.
Деклинација објекта је - 52° 42' 27" а ректасцензија 4h 1m 18,1s. Привидна величина (магнитуда) објекта IC 2028 износи 14,3 а фотографска магнитуда 15,0. IC 2028 је још познат и под ознакама ESO 156-32, PGC 14299.